# Hideyuki Ishida
Hideyuki Ishida (japanisch 石田 英之 Ishida Hideyuki; * 15. April 1982 in der Präfektur Kyoto) ist ein japanischer Fußballspieler.

## Karriere
Ishida erlernte das Fußballspielen in der Universitätsmannschaft der Ritsumeikan-Universität. Seinen ersten Vertrag unterschrieb er 2005 bei Sagawa Printing. Der Verein spielte in der dritthöchsten Liga des Landes, der Japan Football League. 2007 wechselte er zum Ligakonkurrenten ALO'S Hokuriku (heute: Kataller Toyama). Am Ende der Saison 2008 stieg der Verein in die J2 League auf. 2011 wechselte er zum Drittligisten Kamatamare Sanuki. Ende 2013 beendete er seine Karriere als Fußballspieler.